# Martin Lapointe
Martin Lapointe, född 12 september 1973, är en kanadensisk före detta ishockeyspelare som har representerat klubbarna Detroit Red Wings, Boston Bruins, Chicago Blackhawks och Ottawa Senators i NHL. Han listades som den 10:e spelaren totalt i NHL-Draften 1991 av Detroit Red Wings.

## Karriären på 1990-talet
Martin Lapointe tillbringade den första halvan av 1990-talet i Detroit Red Wings farmarlag Adirondack Red Wings och skulle bara vid ett fåtal tillfällen få chansen i A-laget. Säsongen 1993/1994 skulle han dock noteras för 50 spelade matcher vilket räknas som en avklarad rookiesäsong. Under säsongen 1994/1995 spelade han 39 matcher för Adirondack Red Wings då det var spelarstrejk i NHL. Men säsongen kom till slut igång och Lapointe fick även spela 39 matcher för Detroit Red Wings.
Martin Lapointe var en tuff hockeyspelare som drog på sig många utvisningar, säsongen 1995/1996 skulle han noteras för 167 min utvisningar på 78 matcher. Men under den här perioden var också Lapointe med om att få vinna Stanley Cup. Både säsongen 1996/1997 och 1997/1998 blev Detroit Red Wings Stanley cup-mästare. Lapointe skulle fortsätta att var en tuff och bra defensiv hockeyspelare för Red Wings under slutet av 1990-talet.

## Karriären på 2000-talet
I början av 2000-talet skulle Lapointe också uppnå sin poängbästa säsong. På 82 matcher gjorde han 27 mål och 57 poäng under säsongen 2000/2001. Detta medförde att han kunde begära en högre lön då han presterade bättre. Men eftersom han var en free agent efter säsongens slut så kunde han välja en ny klubb. Lapointe valde att skriva på ett fyraårskontrakt med Boston Bruins. Han blev kritiserad för kontraktet och vissa personer påstod att han var överskattad.
Efter tre säsonger i Boston valde Lapointe att efter spelarstrejken 2004/2005 att skriva på ett treårskontrakt med Chicago Blackhawks. Tiden i Chicago skulle han prestera bättre under den tiden han var i Boston, men han skulle aldrig komma upp i samma poäng som han hade i början av 2000-talet. Men Lapointe var ändå en tuff hockeyspelare med mycket rutin. Under 2006 skulle han bland annat få äran att vara lagkapten i Blackhawks, bland annat för att backen Adrian Aucoin drogs med flera långtidsskador.
Under säsongen 2007/2008 skulle Blackhawks välja att byta bort Lapointe till Ottawa Senators, bland annat för att han skulle få en sista chans att vinna Stanley Cup igen då Ottawa hade större chans att gå till slutspel. Den här säsongen blev också hans sista, han valde att lägga av med hockey sommaren 2008. Martin Lapointe slutade på 991 spelade matcher, 381 poäng och totalt 1417 min utvisningar.

## Klubbar i karriären
- Ottawa Senators
- Chicago Blackhawks
- Boston Bruins
- Detroit Red Wings